# Radislav Krstić
Pour les articles homonymes, voir Krstić.
Radislav Krstić, né le 15 février 1948 à Vlasenica, est un général serbe de Bosnie condamné par le Tribunal pénal international pour l'ex-Yougoslavie comme l'un des organisateurs du massacre de Srebrenica, commis contre des Bosniaques lors de la guerre de Bosnie, en juillet 1995.

## Biographie
Le 2 août 2001, le TPIY le reconnaît coupable de génocide et le condamne à 46 ans de prison pour son rôle dans le massacre de milliers de Bosniaques à Srebrenica.
Radislav Krstić fait appel de cette décision. Le 19 avril 2004, la chambre d'appel le déclare non coupable de génocide, mais retient l'accusation de complicité dans un génocide. Sa peine de prison est réduite à trente-cinq années d'emprisonnement,.
Le 20 décembre 2004, il est transféré et incarcéré au Royaume-Uni pour purger sa peine de 35 ans d'emprisonnement.
Le 7 mai 2010, il est retrouvé battu, avec la gorge coupée, dans sa cellule de la prison de Wakefield et conduit aux urgences dans un état critique. Trois détenus sont suspectés de cette tentative d’assassinat. L’un d’entre eux, Indrit Krasniqi, a été condamné à perpétuité en 2006 pour avoir participé à la torture et au meurtre d'une jeune fille de seize ans. Un acte de vengeance est évoqué.
Il est ensuite déplacé vers une prison aux Pays-Bas, avant que le TPIY demande son transfert dans une autre prison en Pologne. Il est incarcéré en mars 2014.
Le 18 juin 2024, il adresse une lettre à la Cour internationale de justice pour appuyer sa demande de libération conditionnelle. Il y reconnaît pour la première fois sa responsabilité dans les crimes commis à Srebrenica en 1995, qu'il a nié pendant toute la procédure. La lettre énonce sans détour la commission du crime de génocide et de Crime contre l'humanité. La Cour rend publique sa lettre le 11 novembre 2024.